# ولسوالی کشک
ولسوالی کُشک یکی از ولسوالی‌های ولایت هرات در شمال باختری افغانستان است. جمعیت آن در سال ۲۰۰۶ میلادی، ۱۳۳،۴۴۶ نفر اعلام شده است. مرکز این ولسوالی کـُشک است.

## منبع‌ها
1. ↑   «جمعیت‌شناسی و جمعیت ولایت هرات» (PDF). هیئت معاونیت ملل متحد در افغانستان. وزارت احیا و انکشاف دهات افغانستان. دریافت‌شده در ۱۲-۱۲-۱۳۹۰. تاریخ وارد شده در |تاریخ بازدید= را بررسی کنید (کمک)